# Niki Altorfer
Niki Altorfer (* 26. Juni 1990 in Zürich) ist ein Schweizer Eishockeyspieler, der zuletzt bis zum Saisonende 2022/23 beim EHC Kloten aus der Schweizer National League unter Vertrag gestanden und dort auf der Position des Flügelstürmers gespielt hat.

## Karriere
Altorfer spielte in der Ausbildungsorganisation der ZSC Lions. In der Saison 2009/10 konnte er erstmals auf einer Profieishockeystufe auflaufen, als er zwei Spiele für die ZSC Lions in der National League A (NLA) absolvierte. Schlussendlich spielte der Stürmer bis zur Saison 2011/12 in der Organisation der ZSC Lions. Von der Saison 2012/13 bis 2015/16 lief Altorfer für den EHC Visp in der National League B (NLB) auf. In der Saison 2016/17 war er für die Rapperswil-Jona Lakers ebenfalls in der NLB aktiv. Für die Saison 2017/18 und 2018/19 wechselte Altorfer wieder zum EHC Visp. In der Saison 2019/20 wechselte Altorfer zum HC Thurgau in die inzwischen in Swiss League umbenannte zweitklassige Liga. Seit der Saison 2020/21 gehört Altorfer dem Kader des EHC Kloten an.
Mit dem EHC Kloten stieg der Angreifer in der Saison 2021/22 in die National League auf und erzielte im finalen Spiel der Aufstiegs- und Finalrunde das spielentscheidende Tor gegen den EHC Olten.

## Erfolge und Auszeichnungen
- 2007 Schweizer U20-Meister mit den GCK Lions
- 2010 Schweizer U20-Meister mit den GCK Lions
- 2014 Meister der National League B mit dem EHC Visp
- 2022 Meister der Swiss League und Aufstieg in die National League mit dem EHC Kloten

## Karrierestatistik
Stand: Ende der Saison 2021/22